# Dennis Novikov
Dennis Novikov (ur. 6 listopada 1993 w Moskwie) – amerykański tenisista pochodzenia rosyjskiego.

## Kariera tenisowa
Zawodowym tenisistą jest od 2013 roku.
W grze pojedynczej wygrał trzy turnieje o randze ATP Challenger Tour i osiem w konkurencji gry podwójnej.
W lipcu 2015 zdobył brązowy medal w singlu podczas igrzysk panamerykańskich w Toronto.
W rankingu gry pojedynczej najwyżej był na 119. miejscu (15 sierpnia 2016), a w klasyfikacji gry podwójnej na 138. pozycji (10 kwietnia 2017).

### Zwycięstwa w turniejach ATP Challenger Tour w grze pojedynczej
| Końcowy wynik | Nr | Data             | Turniej    | Nawierzchnia  | Przeciwnik     | Wynik finału  |
| ------------- | -- | ---------------- | ---------- | ------------- | -------------- | ------------- |
| Zwycięzca     | 1. | 20 września 2015 | Cary       | Twarda        | Ryan Harrison  | 6:4, 7:5      |
| Zwycięzca     | 2. | 27 września 2015 | Columbus   | Twarda (hala) | Ryan Harrison  | 6:4, 3:6, 6:3 |
| Zwycięzca     | 3. | 24 lutego 2018   | Cuernavaca | Twarda        | Cristian Garín | 6:4, 6:3      |